# Chloridolum klaesii
Chloridolum klaesii là một loài bọ cánh cứng trong họ Cerambycidae.